# 08 Stockholm Human Rights
Lo 08 Stockholm Human Rights è una squadra di pallacanestro svedese con sede ad Alvik, quartiere nei pressi di Stoccolma.

## Storia
Nacque nel 1996 grazie alla fusione di due tra i club più titolati della pallacanestro svedese ovvero l'Alvik BK (fondato nel 1956 e vincitore di 19 titoli nazionali maschili) e il KFUM Söder Basket (fondato nel 1949 e vincitore di 8 titoli nazionali maschili). Oggi Alvik BK e KFUM Söder Basket rappresentano il settore giovanile del club.
Entrambe le sezioni disputano i propri match interni presso la Fryshuset Arena. Nel 2001 vinsero lo scudetto sia la sezione maschile che quella femminile. La denominazione del club fu scelta in maniera tale da rappresentare uno strumento per combattere il razzismo.

## Palmarès
- Campionato svedese: 28

come Alvik BK: 1962-63, 1963-64, 1964-65, 1965-66, 1966-67, 1967-68, 1969-70, 1970-71, 1971-72, 1973-74, 1974-75, 1975-76, 1976-77, 1978-79, 1980-81, 1981-82, 1982-83, 1985-86, 1994-95
come KFUM Söder Basket: 1953-54, 1954-55, 1955-56, 1956-57, 1958-59, 1959-60, 1960-61, 1961-62
come 08 Stockholm Human Rights: 2000-01